# Queragut
Queragut (en francès i oficialment, Quérigut) és un municipi francès de la regió d'Occitània, al departament de l'Arieja. És considerat com la capital de la regió històrica occitana del Donasà.